# Mahmudabad
Mahmudabad fou un estat tributari protegit del tipus talukdar a l'Oudh als districtes de Sitapur, Barabanki, Kheri i Lucknow. La superfície era de 1.028 km². Estava governat per una dinastia de Shaykhs Sadikis o Khanzada, musulmans primer sunnites i després xiïtes (1838); el seu ancestre fou un shaykh de nom Nasrullah que havia estat kazi de Bagdad i va anar a l'Índia al segle XII i els seus descentes per tres generacions van ser kazis de Delhi; el 1345 kazi Nusratullah conegut com a Shaykh Nathan, fou enviat per Muhammad Shah II Tughluk (1325-1351) contra els bhars a la regió de Bara Banki; va triomfar i va rebre moltes terres en feu. Un altre membre de la família, Daud Khan fou un cèlebre general que va lluitar victoriosament contra els rajputs; el seu net fou Bazid Khan el fill del qual Mahmud Khan va fundar Mahmudabad vers 1677. Al segle XVIII els seus dominis es van estendre sota els nawabs d'Oudh. El 1850 nawab Ali Khan m(1838-1858) va rebre el títol de raja del rei d'Oudh; va prendre part destacada al motí del 1857 i fou sotmès el 1858. El seu successor Muhammad 
Amir Hasan Khan, va fer bons serveis als britànics i va rebre també el títol de raja i el nomenement com a cavaller de l'orde de l'Índia; el va succeir el 1902 el seu fill Raja Ali.
La capital de l'estat era Mahmudabad a 27° 18′ N, 81° 08′ E / 27.300°N,81.133°E avui al districte de Sitapur d'Uttar Pradesh, amb una població al cens del 2001 de 41.911 habitants que eren 8.664 habitants cent anys abans. La residència dels rages és l'edifici principal.

## Llista de talukdars
- Nawab MUHAMMAD IMAM KHAN, mort vers 1765
- Nawab MUHAMMAD IKRAM ALI KHAN, mort vers 1775 (fill)
- Raja SARFRAZ ALI KHAN (fill) 1775-?
- Raja MUSAHIB ALI KHAN ?-1810 o 1819
- Rani (adopta un successor de la branca de Belhra) 1810 o 1819-1838
- Raja NAWAB ALI KHAN (adoptat) 1838-1858
- Amiruddaula Saidul ul-Mulk Raja Sir Khanzada MUHAMMED AMIR HASAN KHAN, Khan Bahadur Khan Amirul Omara Saeedul Mulk Muzzafar Jung Ghanzanfaru-daula 1858-1902
- Maharaja Khan Bahadur Sir MOHAMMED ALI MOHAMMED KHAN, Khan Bahadur Amirul Omara Saeedul Mulk Muzaffar Jung Ghanzanfaru-daula 1902-1931
- Nawab Raja MOHAMMAD AMIR AHMED KHAN Khan Bahadur Khan Amirul Omara Saeedul Mulk Muzzafar Jung Ghanzanfaru-daula 1931-1955 (+1973)